# Rudolf Žáček
Rudolf Žáček (* 20. května 1948 Ostrava) je český historik, v letech 2007 až 2015 rektor Slezské univerzity v Opavě, zabývající se především dějinami Slezska.

## Život
Po absolvování SVVŠ v Ostravě (1963–1966) vystudoval Filozofickou fakultu Univerzity Palackého v Olomouci (obor dějepis-ruština). Po studiu pracoval až do roku 1989 jako historik v Okresním vlastivědném muzeu ve Frýdku-Místku. V roce 1989 přešel do Slezského ústavu ČSAV a roku 1991 se stal jeho ředitelem. Poté, co se Slezský ústav stal součástí Slezského zemského muzea, byl jmenován zástupcem ředitele muzea. Od roku 1991 také vyučuje na Filozoficko-přírodovědecké fakultě Slezské univerzity v Opavě.
V roce 2001 byl jmenován prorektorem pro studijní a sociální záležitosti a v roce 2007 zvolen rektorem Slezské univerzity v Opavě. Dne 24. června 2011 jej prezident Václav Klaus jmenoval profesorem.
Mandát rektora Slezské univerzity v Opavě mu vypršel 28. února 2015. Prezident ČR Miloš Zeman pak jmenoval jeho nástupcem Pavla Tuleju. V letech 2016-2024 byl děkanem Fakulty veřejných politik Slezské univerzity v Opavě.

## Publikace
- Hukvaldy. Historie hradu a obce. Frýdek-Místek : Okr. vlastivědné muzeum, 1980. 31 s.
- Přehled dějin protifeudálního odboje na Frýdecko-Místecku. Frýdek-Místek : Okr. vlastivědné muzeum, 1980. 132 s.
- Frýdek-Místek. Frýdek-Místek : Okr. vlastivědné muzeum : ONV, 1983. 62 s.
- Pobeskydí od husitství do Bílé Hory. Frýdek-Místek : Okr. vlastivěd. muzeum, 1986. 124 s.
- Pobeskydí v letech 1618–1848. Frýdek-Místek : Muzeum Beskyd, 1993. 160 s. ISBN 80-901098-4-5.
- Dějiny Slezska v datech. Praha : Libri, 2004. 546 s. ISBN 80-7277-172-8.
- Slezsko. Praha : Libri, 2005. 214 s. ISBN 80-7277-245-7.
- Opava. Praha : Nakladatelství Lidové noviny, 2006. 611 s. ISBN 80-7106-808-X. (vedoucí autorského kolektivu)
- Historia Górnego Śląska : polityka, gospodarka i kultura europejskiego regionu. Gliwice: Dom Współpracy Polsko-Niemieckiej, 2011. 555 s. ISBN 978-83-60470-41-1. (spoluautor)